# Piper batuanum
Piper batuanum är en pepparväxtart som beskrevs av C. Dc.. Piper batuanum ingår i släktet Piper och familjen pepparväxter. Inga underarter finns listade i Catalogue of Life.